# Theater Eurodistrict Baden Alsace
Theater Eurodistrict BAden ALsace (kurz BAAL) wurde im Jahr 2005 als grenzüberschreitendes Theater gegründet und existiert seither als einziges bi-nationales Theater in Europa, mit einem französischen Verein mit Sitz in Straßburg und einem deutschen Verein mit Sitz in Offenburg. BAAL, das Regionaltheater des Eurodistrikts Straßburg-Ortenau, ist in der gesamten deutsch-französischen Grenzregion beheimatet. Gleichzeitig ist es als Regionaltheater das einzige professionelle Ensembletheater im Ortenaukreis und eines der Hauptprojekte im Bereich Kultur des „elsässischen Plan für grenzüberschreitende Zusammenarbeit“ (schéma alsacien de coopération transfrontalière – SACT) der Europäischen Gebietskörperschaft Elsass (französisch Collectivité européenne d'Alsace).

## Inszenierungen
Unter der Intendanz von Edzard Schoppmann und der Geschäftsführung von Guido Schumacher arbeitet ein 20-köpfiges Team in den Bereichen Regie, Schauspiel, Bühnen- und Kostümbild, Theaterpädagogik, Verwaltung, Projekt- und Schulmanagement, Öffentlichkeitsarbeit und Veranstaltungstechnik. Rund dreißig Gastdarsteller, externe Künstler wie Regisseure, Musiker und Choreografen werden regelmäßig produktionsbezogen engagiert und zählen zum BAAL Ensemble. Im Offenburger Theaterwerk entstehen jährlich 6–8 neue Theaterproduktionen für Kinder, Jugendliche und Erwachsene. Die professionellen Darsteller mit und ohne Migrationshintergrund kommen größtenteils aus Deutschland und Frankreich. Einmal im Jahr bringt das Theater BAden ALsace ein soziokulturelles Projekt auf die Bühne, an dessen Entstehung Bürger der Region mitwirken. Zuletzt eine Trilogie unter Mitwirkung von Flüchtlingen.
Die Kinderstücke und einige Erwachsenenstücke werden bilingual inszeniert. Das bedeutet, die Darsteller springen zwischen der französischen und der deutschen Sprache. Die Dramaturgie der Stücke macht es möglich, dass die Stücke auch ohne Fremdsprachenkenntnisse verständlich sind. Die künstlerische Herausforderung dabei: Wie gelingt es, Stoffe, Dialoge und Szenen unter multilingualen Aspekten für (monolinguale) Zuschauer dramaturgisch, schauspielerisch und inszenatorisch spannend und mit hoher künstlerischer Qualität umzusetzen?

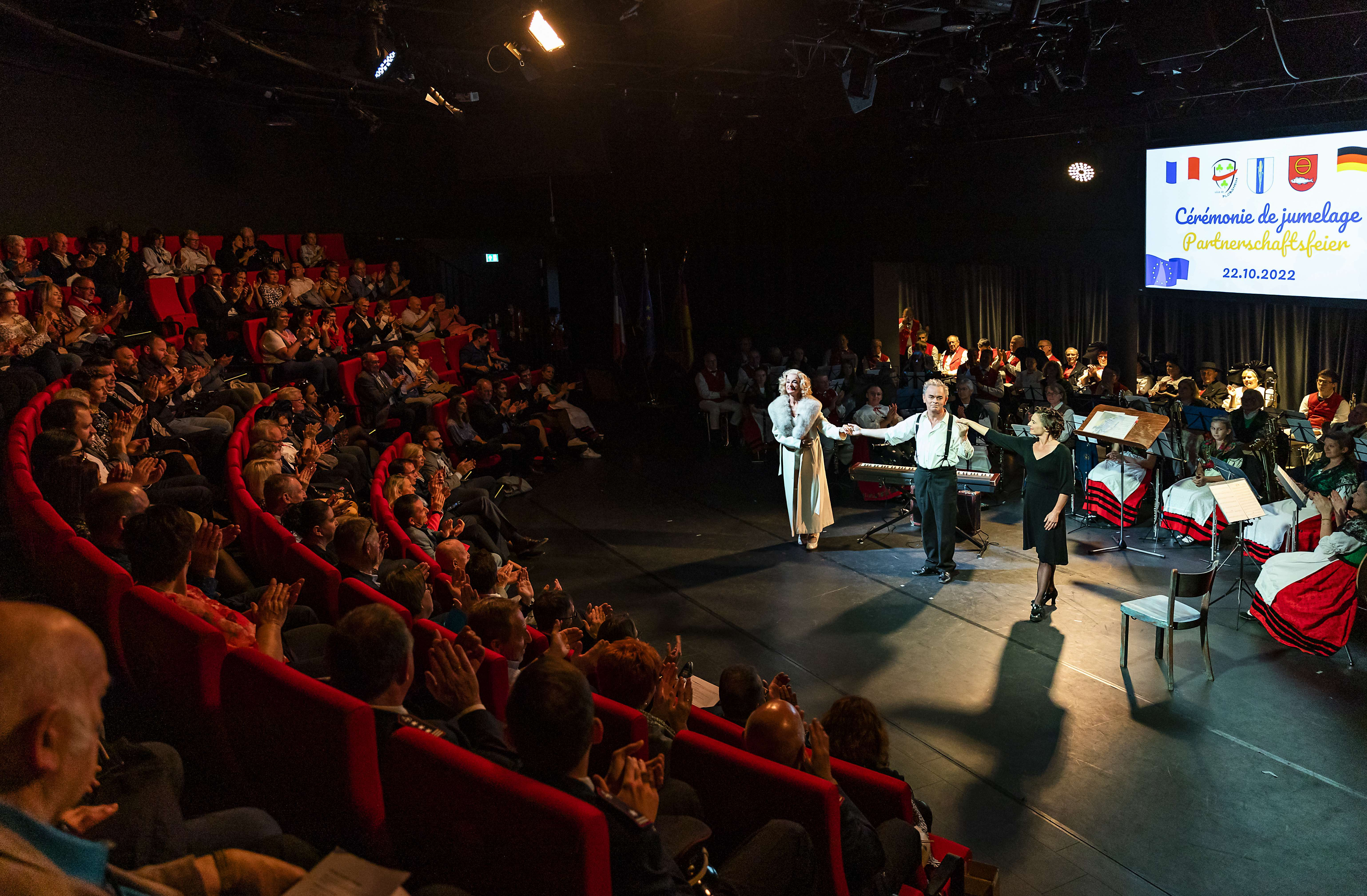
Spielstätte des Theater BAden ALsace im Europäischen Forum am Neuried [http://theater-baden-alsace.com/projekte/theater-baden-alsace-spielstaette-im-europaeischen-forum-am-rhein/

Im Bereich Junges Theater sind alle Theateraktivitäten und theaterpädagogischen Angebote für und mit Kindern und Jugendlichen zusammengefasst. Dazu gehört auch BABEL, das 2015 neu gegründete theaterpädagogische Projekt in Lahr. Angesiedelt im Jugendkulturzentrum Schlachthof, schafft BABEL Junges Theater BAAL kreative Räume für Begegnungen von Kindern und Jugendlichen unterschiedlicher Kulturen und Gesellschaftsschichten.
Als deutsch-französisches Theater ins Leben gerufen, macht das Theater BAden ALsace mittlerweile Theater für alle Generationen und für alle im Eurodistrikt Strasbourg-Ortenau beheimateten Menschen. Als ein Theater der Grenzgänger und Brückenbauer will BAAL Begegnungen ermöglichen für Menschen aller Kulturen.
Im Herbst 2019 hat Theater BAden ALsace seine eigene Spielstätte in Neuried unmittelbar am Rheinufer südlich von Straßburg eröffnet. Das Projekt ist als Begegnungsstätte für Deutsche und Franzosen, gleichzeitig als europäisches Labor und Leuchtturmprojekt für den Eurodistrict Straßburg-Ortenau konzipiert. Die ungewöhnlich ovale Spielstätte mit 150 Plätzen im obersten Stockwerk des Europäischen Forums am Rhein, wurde vom Architekten und Investor Jürgen Grossmann eigens für das Theater Eurodistrict BAden ALsace gebaut.

## Künstlerische Ausrichtung
In den Anfangsjahren standen bilinguale deutsch-französische Produktionen im Vordergrund, ab 2008 wurde das Repertoire erweitert hin zu einem interkulturellen Theater, das internationale Ensemble wuchs mehr und mehr über seine deutsch-französischen Ursprünge hinaus. Im Zuge dieser Internationalisierung folgten ab 2012 im Rahmen von Kooperationen Regietätigkeiten von Edzard Schoppmann an russischen und ukrainischen Theatern (State Academic Russian Drama Theatre of Bashkortostan Republic, Troicki Theater Krementschuk). 2014 entstand in Zusammenarbeit mit dem „Théatre de la Grenouille“ aus Biel/CH die deutsch-schweizerische Koproduktion „Anima - Ein Roadtheatre“. Im Zuge der Regionalisierung wurde das Repertoire weiter ausgebaut: Rechercheprojekte, interkulturelle Projekte, Kinder- und Jugendtheater, Schauspiel, Komödien, Straßentheater, darunter viele Uraufführungen. Zu der künstlerischen Handschrift von BAAL zählen seit jeher Musik und Tanz. Bei aller Bewegungsfreude und Musikalität ist BAAL dem Ursprung nach ein Sprechtheater, das Lust hat, Worte zu finden für ein grenzenloses Publikum.

## Auszeichnungen
- Jihad mon amour wurde mit dem deutsch-niederländischen Kinder- und Jugend-Dramatikerpreis ausgezeichnet.
- Gemeinsam mit Jörg Menke-Peitzmeyer bekam BAAL 2010 ein Projekt-Stipendium des Landes Baden-Württemberg für die Stückentwicklung „Türkiye'ye Hos Geldiniz – Willkommen in der Türkei“

## Finanzierung
Zu Gründungszeiten wurde die finanzielle Basis für das neue Freie Theater mit einer Anschubfinanzierung durch das Interreg-Programm geschaffen. Nach Auslaufen der EU-Finanzierung wurde das Land Baden-Württemberg Hauptförderer des Theaters, komplementär dazu seit Gründung die Stadt Offenburg. Im Jahr 2015 erfolgte die Anerkennung von BAAL als Regionaltheater des Landkreises Ortenau sowie in 2016 die Anerkennung des grenzüberschreitende Regionaltheaterbetrieb durch den Eurodistrikt Straßburg-Ortenau. Weitere wichtige institutionelle Förderer des Theater BAAL sind die Stadt Lahr und die Gemeinde Neuried sowie auf französischer Seite die Europäische Gebietskörperschaft Elsass (französisch Collectivité européenne d'Alsace, ehemals Département Bas-Rhin) und die Region Grand Est. Neben den mehrjährigen Förderungen erhält das Theater regelmäßig Projektförderungen durch weitere Städte und Gemeinden aus der Oberrheinregion und durch Stiftungen.
Der Gesamtetat des Theaters liegt seit Eröffnung der neuen Spielstätte unmittelbar am Rhein im Schnitt bei jährlich rund 950.000 Euro.